# Big Big World (歌曲)
《 Big Big World 》是瑞典歌手艾密莉亞·懷得堡的一首歌曲，它于1998年9月17日发行，這首歌由艾密莉亞·懷得堡和莱塞·安德森（Lasse Anderson）共同创作。這首歌的开头旋律取材自瑞典歌曲“Nu grönskar det”，  其他地方的旋律取材自约翰·塞巴斯蒂安·巴赫的《农民康塔塔》。
《Big Big World》推出後在八个歐洲国家排名第一，并在其他几个国家排名前五，不過在美国的告示牌百大單曲榜上排名垫底。这首歌于1998年获得瑞典格莱美奖“年度歌曲”，并于1998年获得外套熊“年度瑞典歌曲”  。